# Cueta clara
Cueta clara is een insect uit de familie van de mierenleeuwen (Myrmeleontidae), die tot de orde netvleugeligen (Neuroptera) behoort. 
Cueta clara is voor het eerst wetenschappelijk beschreven door Hölzel in 1981.